# Anschan (Persien)

Lage von Anschan in Elam

Anschan (persisch انشان, DMG Anšān, auch Anzan, modern: Tal-i Malyan oder Tell-i Malyan, auch Tepe Malyan) war eine Stadt des Reiches Elam im heutigen Iran, etwa 50 Kilometer nordwestlich von Schiras in der Provinz Fars. Die ältesten Besiedlungen reichen bis um 5500 v. Chr. in die Jungsteinzeit zurück. Die Stadt war eines der wichtigsten Zentren von Elam.
Anschan ist mit Tell-i Malyan als größtem Ruinenhügel vor- und frühgeschichtlicher Zeit in diesem Gebiet heute eine große archäologische Stätte, die ca. 200 Hektar umfasst. Ausgrabungen, die von der University of Pennsylvania durchgeführt wurden, fanden 1971, 1972, 1974, 1976 und 1978 statt.

## Name
Die früheste schriftliche Überlieferung von Anschan stammt aus einer akkadischen Inschrift des Königs von Akkad, Maništušu, aus dem 3. Jahrtausend v. Chr. (akkadische Transliteration KUR/URU?an-za-anKI). Die späteren elamischen Quellen nennen den Ort Anzan (elamische Transliteration AŠan-za-an). Anschan wird in der Behistun-Inschrift von Dareios I. in der altpersischen Sprache mit Yada- wiedergegeben (altpersische Transliteration des überlieferten Falls y-d-a-y-a, altpersische Transkription Yadā-). Die Herkunft des Ortsnamens ist unbekannt.

## Geografische Lage
Anschan lag auf dem Gebiet des heutigen Dorfs Malyan, das dem Verwaltungsbezirk Beyza in der Provinz Fars in Iran angegliedert ist. Geografisch liegt es am westlichen Rand des Flussgebiets des Kor, ungefähr 50 km nördlich von Schiras und 46 km nordwestlich der Ruinenstätte Persepolis. Das Tal erhebt sich 1611 m über Meer und ist im Norden, Westen und Süden vom Vorgebirge des südlichen Zagros-Gebirge geschützt. Die umliegenden Berge haben eine Höhe von über 3300 m mit Pässen im Westen und Nordwesten, die nach Susa via Fahlian führen. Die Ebene um Malyan ist ungefähr 25 mal 25 km groß und ist durch Bewässerungsanlagen, die bis auf 4800 v. Chr. zurückverfolgt werden können, fruchtbar gemacht worden. Das Gebiet ist bekannt für seine reichen natürlichen Weiden, so dass die Siedlung wie auch die nomadisierenden Hirten für lange Zeit eine wichtige wirtschaftliche Rolle spielten.

## Geschichte
Einer der frühsten textlichen Belege berichtet, dass der akkadische König Maništušu (ca. 2250 v. Chr.) durch die Stadt zog, um an den Persischen Golf zu gelangen. Von einer Eroberung wird nichts berichtet. Von Ur-Nammu wird berichtet, dass er am Ende seiner Regierungszeit gegen Anschan kämpfte. Unter dessen Nachfolger Šulgi erfährt man zunächst, dass in dessen 30. Regierungsjahr seine Tochter mit dem Statthalter (Ensi) von Anschan verheiratet wurde. Im Jahr 34 soll Anschan dann aber zerstört worden sein. In der Folgezeit gab es weitere Kämpfe zwischen Elam und Ur, bis es die Elamiter schafften Ibbi-Sin zu besiegen, der als Gefangener nach Anschan geführt wurde.
Von Hutelutuš-Inšušinak fanden sich zahlreiche beschriftete Ziegel, die einen Tempel dieses Herrschers belegen. Aus etwa dieser Zeit konnte auch ein großes Gebäude mit Innenhof angegraben werden, in dem sich zahlreiche beschriftete Tontafeln fanden, die aus paläografischen Gründen unter Šilhak-Inšušinak I. datieren. Es ist unbekannt, ob dieser monumentale Bau mit dem Bau oder den Bauten, die auf den Ziegeln genannt werden, identisch ist. Der Bau war reich mit glasierten Plaketten dekoriert, die wiederum erhöhte Aufsätze aufwiesen.
Anschan wurde später von den Achämeniden regiert und war eines der „Samenkörner“ des Perserreiches. Kyros der Große bezeichnete seine Vorfahren und sich selber im Kyros-Zylinder und in der Inschrift Kyros B einmal als „König der Stadt Anschan“ und das andere Mal als „König vom Land Anschan“.

## Forschungsgeschichte
Die erste Erwähnung von Malyan als archäologische Stätte stammt aus dem Buch Fars-Nama-ye Naseri  von Hasan Fasāʾī  aus dem Jahr 1886 über die Geographie und Geschichte von Fars. Darin wird die Stätte folgendermaßen beschrieben: Es gibt „verstreute, zahlreiche zerbrochene Ziegelsteine, die auf seinen bevölkerungsreichen Zustand hinweisen, und erhabene Gebäude. Bis heute ist an einigen Stellen die Stadtmauer noch erhalten. Innerhalb der zerstörten Stadt betreiben sie Landwirtschaft. Das Dorf neben der Stadt nennen sie Maliyun.“ 1960/1961 wurde erstmals eine archäologische Testreihe in Malyan durch das Archäologische Departement in Schiras durchgeführt, deren Ergebnisse nicht veröffentlicht wurden. Zwischen 1971 und 1978 folgten die Ausgrabungen der University of Pennsylvania unter der Leitung von William M. Sumner.  Der iranische Archäologe Kamyar Abdi von der Schahid-Beheschti-Universität in Teheran führte die Ausgrabungen 1999 weiter.
Die eigentlichen Ausgrabungen begannen 1971, nachdem das Gelände Ende der 60er Jahre von William M. Sumner untersucht wurde. Während fünf Kampagnen, die bis 1978 dauerten, wurden Messungen, unter anderem mit einem Protonenmagnetometer, Proben vom gesamten Gelände und Ausgrabungen an spezifischen Standorten durchgeführt. Die Grabungen machen insgesamt ungefähr 0,25 Prozent (ca. 3500 m2) der Fläche der Gesamtanlage aus. Die Gesamtanlage wurde durch die alte Stadtmauer definiert, die mehr als 200 Hektaren umschließt. Die Aktivitäten der Grabungskampagnen wurden in verschiedene Operationen unterteilt, deren Indexe in der Literatur als Referenzen verwendet werden (zum Beispiel ABC, A63, BB33, EDD, FX106, TUV). Sie geben Angaben über den Kontext wie auch den genauen Standort der Grabung an.

### Lokalisierung von Anschan
Die Identifizierung von Anschan mit Malyan ermöglichte eine Inschrift des elamischen Königs Hutelutuš-Inšušinak, die bis anhin von zwei Backsteinen unbekannter Herkunft aus privaten Sammlungen bekannt war. Bei den ersten archäologischen Ausgrabungen 1971 wurden in Malyan mehrere Backsteine mit einer Inschrift von diesem König gefunden. Unabhängig davon veröffentlichte der französische Archäologe Maurice Lambert 1972 eine elamische Inschrift vom gleichen König auf einem Backstein mit unbekannter Herkunft, der sich in privaten Händen befand. Mit der Ortsangabe aus dem einen Fragment mit unbekannter Herkunft, dem Nachweis identischer Inhalte und dem Fundort aus einer kontrollierten archäologischen Grabung konnten für alle Backsteine der Herkunftsort bestimmt und Anschan mit Malyan identifiziert werden.